# Raphaël Quenard
Pour les articles homonymes, voir Quenard.
Raphaël Quenard, né le 16 mai 1991 à Échirolles (Isère), est un acteur, réalisateur, scénariste, producteur et romancier français.
Il est révélé en 2023 par ses rôles dans Chien de la casse de Jean-Baptiste Durand et Yannick de Quentin Dupieux. Nommé aux César 2024 pour ces deux films, respectivement comme meilleure révélation masculine et meilleur acteur, il y remporte le César de la meilleure révélation masculine pour Chien de la casse.

## Biographie

### Enfance et formation
Raphaël Quenard naît le 16 mai 1991 à Échirolles,,, dans la périphérie de Grenoble. Son père est ingénieur et sa mère travaille dans les assurances. Il grandit à Gières, dans cette même périphérie grenobloise.
Après un bac S mention très bien, il entre à l'école des pupilles de l'air 749 à Montbonnot-Saint-Martin, en Isère. En 2014, il décroche le diplôme d'ingénieur de l'École nationale supérieure de chimie de Paris (Chimie ParisTech), en électrochimie. En cours d'études, il effectue un stage de recherche en chimie physique à l'Imperial College de Londres.
Il est, pendant six mois, assistant parlementaire de Bernadette Laclais, députée de la quatrième circonscription de la Savoie.

### Carrière
Raphaël Quenard commence sa carrière d'acteur comme élève au cours de Jean-Laurent Cochet qui, intéressé par les possibilités de ce jeune comédien, l'accueille gratuitement. Il tourne alors dans plusieurs courts métrages d'amateurs et fréquente l'association 1000 visages de Houda Benyamina.
Il rencontre Emma Benestan lors d'un atelier animé par la réalisatrice. Elle le fait tourner en 2019 dans son court métrage L'Amour du risque, puis en 2021 dans son premier long métrage Fragile. Sur le tournage, il rencontre la chef opératrice Emilie Noblet qui lui conseille d'auditionner pour le casting de la série HP. Raphaël Quenard décroche le rôle de l’interne maniaco-dépressif Jimmy de cette série qui sera diffusée pendant deux saisons sur OCS. En 2021, on le voit dans la troisième saison de la série Netflix Family Business d'Igor Gotesman ; il y interprète un des personnages principaux.
Il tient également le rôle principal du court métrage Les Mauvais Garçons d'Élie Girard, qui reçoit le César du meilleur court métrage de fiction lors de la 47e cérémonie des César en février 2022.
Sa prestation dans le court métrage récompensé d'Élie Girard lui permet de décrocher des rôles secondaires dans plusieurs longs métrages, notamment dans Coupez ! de Michel Hazanavicius, Mandibules et Fumer fait tousser de Quentin Dupieux, Novembre de Cédric Jimenez et Je verrai toujours vos visages de Jeanne Herry.
Il s'impose à l'écran avec son interprétation de Mirales, l'un des personnages principaux de Chien de la casse de Jean-Baptiste Durand en 2023 ; il avait d'ailleurs bataillé pour obtenir ce rôle (en se rendant aux projections des courts métrages de Durand et en lui écrivant plusieurs messages sur Facebook, afin de pouvoir le rencontrer).
Cette même année, il interprète Daniel Sauveur, son premier rôle principal, dans le film Cash de Jérémie Rozan. Dès sa sortie, le film reste quatre semaines consécutives dans le top 10 mondial des films non-anglophones les plus visionnés sur Netflix.
Il obtient ensuite le rôle principal du film Yannick de Quentin Dupieux. Ce dernier est un succès commercial et critique.
En janvier 2024, lors des nominations aux César du cinéma, il est à la fois nommé comme meilleure révélation masculine pour Chien de la casse et comme meilleur acteur pour Yannick, ainsi que pour le César du meilleur court métrage documentaire en tant que réalisateur et producteur de L'Acteur. En février suivant, lors de la 49e cérémonie des César, il remporte le César de la meilleure révélation masculine pour Chien de la casse.
Il apparaît dans la série Citoyens clandestins, diffusée en mars 2024 sur Arte, dans laquelle il tient le rôle-titre.
Courant 2024, Quenard tient la tête d'affiche de plusieurs longs métrages : Le Deuxième Acte de Quentin Dupieux aux côtés de Léa Seydoux et Louis Garrel, mais également Les Trois Fantastiques de Michaël Dichter, L'Amour ouf de Gilles Lellouche et Pourquoi tu souris ? de Christine Paillard et Cheb Chenouga.
En juin 2024, il est annoncé dans le rôle du chanteur Johnny Hallyday dans un film biographique en chantier réalisé par Cédric Jimenez,.
En 2025, il publie son premier ouvrage, Clamser à Tataouine, un roman à suspense qui conte l'histoire d'un asocial qui après avoir raté son suicide, rejette sur la société la responsabilité de ses échecs, et décide de se venger par des féminicides. Raphaël Quenard explique qu'il a toujours écrit, que ce soit dans ses notes personnelles ou dans le cadre de son activité de comédien, où il est parfois amené à retoucher des répliques. L'auteur assume le côté sombre de son roman, expliquant que « la moralité n'a pas sa place dans l'art ». Selon lui, un personnage ne doit pas être encombré de morale pour pouvoir être exploré dans ses profondeurs « C'est un tueur en série caractérisé par sa lâcheté », « un déréglé du bocal », qui « invite les lecteurs à se plonger dans la piscine de ce cerveau malade »,.
Au Festival de Cannes 2025, il présente « I Love Peru », un documentaire-fiction qu'il a co-écrit et co-réalisé avec Hugo David. Il présente un comédien livré à lui même, rêvant qu'il est devenu un condor et qui décide de se lancer dans une quête spirituelle en partant au Pérou. Il reçoit un accueil très chaleureux de la part du public lors de sa projection.

## Filmographie

### Acteur

#### Longs métrages
- 2019 : Zombi Child de Bertrand Bonello : le professeur de physique
- 2020 : La Daronne de Jean-Paul Salomé : Mika
- 2020 : Mandibules de Quentin Dupieux : Raimondo
- 2020 : La Troisième Guerre de Giovanni Aloi : Dimo
- 2020 : Gagarine de Fanny Liatard et Jérémy Trouilh : un désamianteur
- 2020 : Vaurien de Peter Dourountzis : un policier
- 2021 : Les Olympiades de Jacques Audiard : Jeff
- 2021 : Fragile d'Emma Benestan : Raphaël
- 2022 : Coupez ! de Michel Hazanavicius : Jonathan Mental / Akira
- 2022 : Fumer fait tousser de Quentin Dupieux : Max
- 2022 : Novembre de Cédric Jimenez : Rudy
- 2022 : La Cour des miracles d'Hakim Zouhani et Carine May : Mickaël
- 2023 : Chien de la casse de Jean-Baptiste Durand : Mirales
- 2023 : Je verrai toujours vos visages de Jeanne Herry : Benjamin Delarme
- 2023 : Jeanne du Barry de Maïwenn : le grand chambellan
- 2023 : À mon seul désir de Lucie Borleteau : garçon à l'enterrement de vie de jeune homme
- 2023 : Cash de Jérémie Rozan : Daniel Sauveur
- 2023 : Sur la branche de Marie Garel-Weiss : Christophe
- 2023 : Yannick de Quentin Dupieux : Yannick
- 2023 : Sentinelle d'Hugo Benamozig et David Caviglioli : Rémi Morrisset
- 2024 : Les Trois Fantastiques de Michaël Dichter : Seb
- 2024 : Le Deuxième Acte de Quentin Dupieux : Willy
- 2024 : L'Amour ouf de Gilles Lellouche : Kiki, 20 ans
- 2024 : Leurs enfants après eux de Ludovic et Zoran Boukherma : Manu
- 2024 : Pourquoi tu souris ? de Chad Chenouga et Christine Paillard : Jérôme
- 2024 : L'Attachement de Carine Tardieu : David
- 2024 : Conte nuptial de Claire Bonnefoy : Micka
- 2025 : I Love Peru de Raphaël Quenard et Hugo David : lui-même
- 2025 : Flash Drive d'Arnaud Toussaint : Jérémy, agent à la DCRI

#### Courts métrages
- 2014 : Je suis transmissible d'Alexandre Ekambi : Fabien
- 2018 : West Pier de Lou Cheruy Zidi
- 2018 : Le ciel est clair de Marie Rosselet-Ruiz : Kevin
- 2019 : Life on Earth de Lucas Azémar
- 2019 : Koala de Lyes Kaouah : Raphaël
- 2019 : L'Amour du risque d'Emma Benestan
- 2019 : On a marché sur la terre de Xavier Delagnes : Isidore
- 2019 : Tinder surprise de Rodolphe Bouquet : Martin
- 2020 : Les Mauvais Garçons d'Élie Girard : Guillaume
- 2020 : Fatale orientale de Holy Fatma : Le photographe
- 2020 : Les baleines ne savent pas nager de Matthieu Ruyssen : Monsieur Casanas
- 2020 : Ailleurs de Théo Gottlieb : le militaire
- 2021 : Conte nuptial de Claire Bonnefoy
- 2022 : Notre doctrine de Damien Salama : le formateur
- 2022 : Mantra de Pascal Bourelier et Stef Meyer : Paul
- 2022 : Creuse de Guillaume Scaillet : Marc
- 2023 : L'Acteur de lui-même et Hugo David : lui-même
- 2025 : Olivia de Ben Richardot : Gucci

#### Téléfilms
- 2019 : La Part du soupçon de Christophe Lamotte : Flavin
- 2019 : Si tu vois ma mère de Nathanaël Guedj : JC
- 2024 : Je ne me laisserai plus faire de Gustave Kervern : le policier

#### Séries télévisées
- 2018-2020 : HP : Jimmy
- 2019 : À l'intérieur (mini-série) : Dan Glossier
- 2019 : Le crime lui va si bien (mini-série), épisode 1 : le gendarme
- 2020 : On k'air', saison 2, épisodes 4, 6 et 11 : Gwendal
- 2020 : Conf Call, épisode William
- 2021 : Family Business, saison 3 : Léonard
- 2021 : Une affaire française (mini-série), épisode Ma vengeance est faite : Jacky Vuillemin
- 2022 : Le Monde de demain (mini-série), épisode Saint-Denis sur Seine : Philippe Puydoby
- 2024 : Citoyens clandestins (mini-série) : Lynx / Servier
- 2024 : En place, saison 2, épisode 4 : Clément Robicheaux

### Réalisateur et scénariste

#### Long métrage
- 2025 : I Love Peru co-écrit et co-réalisé avec Hugo David

#### Courts métrages
- 2019 : Koala co-écrit et co-réalisé avec Lyes Kaouah
- 2023 : L'Acteur co-écrit et co-réalisé avec Hugo David

### Producteur
- 2023 : L'Acteur - co-produit avec Anaïs Bertrand

## Œuvres

### Romans
- Clamser à Tataouine, roman, Flammarion, 2025  (ISBN 2080471023)

## Distinctions
Sauf indication contraire, les informations mentionnées dans cette section peuvent être confirmées par les bases de données cinématographiques IMDb et Allociné,  présentes dans la section « Liens externes ».

### Récompenses
- Festival Côté court de Pantin 2021 : meilleur acteur pour Les Mauvais Garçons
- Festival La Ciotat - Berceau du cinéma 2023 : prix d'interprétation masculine ex aequo avec Anthony Bajon pour Chien de la casse[26]
- Festival de Cabourg 2023 : Swann d'or de la révélation masculine pour Chien de la casse
- Lumières 2024 : Révélation masculine pour Chien de la casse
- Q d'Or 2024 de Quotidien
- César 2024 : meilleure révélation masculine pour Chien de la casse

### Nominations
- Festival de télévision de Monte-Carlo 2019 : Nymphe d'or du meilleur acteur dans une série comique pour HP
- César 2024 :
  - Meilleur acteur pour Yannick
  - Meilleur court métrage documentaire (en tant que réalisateur et producteur) pour L'Acteur
- International Cinephile Society Awards 2024 : meilleure révélation pour Chien de la casse